# Ko Mor
Ko Mor – tajska wyspa leżąca na Morzu Andamańskim. Administracyjnie położona jest w prowincji Krabi. Najwyższe wzniesienie wynosi w przybliżeniu 7 m n.p.m. Wyspa jest niezamieszkana.
Leży w odległości około 200 m na zachód od wyspy Ko Thap, 850 m na północ od Ko Po Da Nok oraz około 1,1 km na południe od Ko Po Da Nai.